# Guglielmo I Bevilacqua

Stemma dei Bevilacqua.

Guglielmo I Bevilacqua (Ala, 1272 – Parma, luglio 1335) è stato un condottiero italiano.

## Biografia
Era figlio di Federico Bevilacqua, uomo di fiducia di Mastino I della Scala.
Originario di Ala dove svolgeva l'attività di commercio di legname con Verona, grazie all'amicizia con Guglielmo da Castelbarco, entrò nella grazie degli Scaligeri, signori di Verona. Nel 1311 accompagnò Cangrande I della Scala a Milano per l'incoronazione dell'imperatore Enrico VII.
Partecipò all'assedio di Brescia, città guelfa, dove nel 1311 morì Walramo, fratello di Enrico VII. Accolse nel 1312 l'esiliato Dante Alighieri presso la corte scaligera. Nel 1332 venne nominato "fattore generale" dei Della Scala. Per i servizi resi ai signori di Verona, fu da loro concesso di porre nel cimiero dello scudo il cane rosso rampante scaligero.
Guglielmo fece erigere nel 1336 il castello di Bevilacqua, feudo della famiglia, per difendersi dalle potenti famiglie dei Carraresi e degli Estensi. Nel 1335 ricoprì la carica di governatore di Parma, quando la città passò sotto la dominazione scaligera. Qui morì nel 1335 e venne tumulato nella Chiesa dei Santi Apostoli a Verona.

## Discendenza
Guglielmo sposò nel 1302 la nobile veronese Maria Manzoni dalla quale ebbe cinque figli:
- Morando
- Caterina
- Francesco (1304-1368)
- Aldissa
- Cara